# Kai (Zen)
Als Kai werden die Regeln der Gemeinschaft der Zen-Übenden (Sangha), zu deren Einhaltung sich die Praktizierenden freiwillig verpflichten, bezeichnet.
Sie stellen eine kurze Sammlung von Vorschriften dar, die sich aus dem edlen achtfachen Pfad der buddhistischen Lehre ergeben. Im Laufe der Geschichte des Buddhismus gab es kulturell-historisch bedingt bis zu 250 Vorschriften für Männer und 328 für Frauen (Patimokkha). Im Zen sind sie auf zehn Regeln reduziert worden.
Es handelt sich nicht um Gebote, wie dieser Begriff etwa im Christentum verstanden wird. Die Kai sollen nur eine gewisse Richtung für die eigenverantwortliche Auseinandersetzung mit dem eigenen Handeln in einer konkreten Situation vorgeben. Daher wird nicht die imperative Form verwendet.
Auch wenn die Kai sehr simpel klingen, schließen sie doch – wiederum ähnlich den christlichen Geboten – sehr subtile Sachverhalte mit ein.
Die Zehn Kai sind:
1. Nicht töten
2. Nicht stehlen
3. Nicht die Sexualität missbrauchen
4. Nicht lügen
5. Nicht maßlos sein mit Essen und Trinken
6. Nicht selbstgefällig oder überheblich sein
7. Nicht geizig oder habgierig sein
8. Nicht wütend werden
9. Nicht dogmatisch sein
10. Nicht Buddha, Dharma oder Sangha missbrauchen

Jukai 受戒 bezeichnet die Laien-Ordination und ist eine Öffentliche Zen-Ordinationszeremonie bei der die Laienschüler die Kai empfangen. Die Zeremonie des Empfangens (ju) der buddhistischen Gebote (kai) ist eine formale Einweihung in den Buddhismus, die Menschen zu Mitgliedern der Sangha macht.